# 羅勳
羅勳（1452年—？年），字卿積，號牧謙，四川重慶府永川縣人，明朝官員。

## 生平
四川鄉試第三十四名舉人。成化二十三年（1487年）中式丁未科三甲第六十四名進士。授湖廣羅田縣知縣。

## 家族
曾祖羅志諒，貢士；祖父羅玠；父羅經，母李氏。